# جيمس كامبل سكوت
جيمس كامبل سكوت (بالإنجليزية: James C. Scott)‏ (02 ديسمبر 1936 – 19 يوليو 2024) هو عالم إنسان وعالم سياسة أمريكي، ولد في 2 ديسمبر 1936 في ماونت هولي ‏ في الولايات المتحدة.

## وصلات خارجية
- جيمس كامبل سكوت على موقع ميوزك برينز (الإنجليزية)